# 人口販運防制法
《人口販運防制法》，是中華民國有關人口贩卖的法規，主要是「為防制人口販運行為及保護被害人權益」而制定（根據該法第1章第1條）。民國98年（2009年）年1月公布，同年6月1日實施，現行修正版本2023年6月14日修正公布。

## 外部連結
- 中華民國《人口販運防制法》（繁體中文）（英文） （页面存档备份，存于）- 全國法規資料庫 - 中華民國法務部